# Pelem (Simo)
Pelem is een bestuurslaag in het regentschap Boyolali van de provincie Midden-Java, Indonesië. Pelem telt 5227 inwoners (volkstelling 2010).